# Regino de Prüm
Reginon de Prüm, Regino de Prüm o, latinizado, Regino Prumiensis (fallecido en 915) fue un abad benedictino y cronista medieval.

## Vida
Según informaciones no contemporáneas a su vida, Regino era hijo de padres nobles y había nacido en la fortaleza de Altrip a orillas del Rin cerca de Espira, en una fecha incierta. De esta elección como abad, y por sus escritos, es evidente que entró en la Orden Benedictina, probablemente en Prüm, y que fue un diligente estudiante. La rica y celebrada Abadía Imperial de Prüm sufrió duramente durante el siglo IX debido a las expediciones de saqueo de los normandos. Fue capturada y saqueada dos veces, en 882 y 892. Tras su segunda devastación por los danes, el abad Faraberto dimitió de su cargo y Regino fue elegido sucesor suyo en 892. Sus trabajos para la restauración de la devastada abadía fueron obstaculizados por las luchas entre partidos contendientes en Lorena.
En 899, Regino fue sustituido por Richarius, más tarde obispo de Lieja, el hermano del conde Gerhard y del conde Mattfried del condado de Henao. Richarius fue nombrado abad, Regino dimitió y se retiró a Tréveris, donde sería honorablemente recibido por el arzobispo Ratbod de Tréveris y nombrado abad de San Martín, una casa que había reformado. Apoyó al arzobispo en sus esfuerzos por llevar a cabo una reforma eclesiástica en esta era problemática, reconstruyó la Abadía de San Martín, que había sido destruida por los normandos, acompañó al arzobispo en sus visitas y dedicó su ocio a la escritura. Regino murió en Tréveris en 915 y fue enterrado en la Abadía de San Maximino (Tréveris). Su tumba sería descubierta en 1581.

## Obras

### De harmonica institutioneyTonarius
La primera obra conocida de Regino es la Epistola de harmonica institutione, un tratado sobre música que escribió en forma de una carta al arzobispo Ratbod. Su objetivo principal era mejorar el canto en las iglesias de la diócesis y probablemente asegurarse el apoyo de Ratbod en este asunto.
También escribió el Tonarius, una colección de cantos.

### Chronicon
El libro más influyente de Regino fue Chronicon, una historia del mundo desde el inicio de la era cristiana hasta 906, especialmente la historia de los asuntos de Lorena y alrededores. La dedicó a Adalberon, obispo de Augsburgo  (†909). 
El primer libro, que acaba en el año 741 con la muerte de Carlos Martel, consiste principalmente en extractos de Bede, Paulus Diaconus y otros escritores. Del segundo libro (741-906), la primera parte es un largo extracto de los Anales Reales Francos hasta 813, y la segunda, de 814 en adelante, es original y valiosa, aunque achaca incertidumbre en su cronología. Si se ha de creer al autor, en esta parte sólo se basó en la tradición y en la transmisión oral de información. El trabajo fue continuado hasta 967 por un monje de Trier, posiblemente Adalberto de Magdeburgo (†981).
La crónica de Regino es una fuente importante sobre la historia medieval de Bulgaria, ya que es el único texto contemporáneo que nombra el Concilio de Preslav, en el que Borís I de Bulgaria reunió a todo su imperio y nombró a su hijo menor, Simeón I de Bulgaria como príncipe.
Los historiadores que usaron la crónica de Regino incluyen a Cosmas de Praga.
La crónica fue imprimida por primera vez en Maguncia en 1521.

### Colección de cánones
Regino también diseñó, a petición de su amigo y patrón Ratbod de Trier (fallecido en 915), un compendio de leyes canónicas, el Libri duo de synodalibus causis et disciplinis ecclesiasticis, dedicado al arzobispo Hatto I de Maguncia. Era una obra sobre la disciplina eclesiástica para ser usada en las visitas del arzobispo.

### Ediciones y traducciones
- Chronicon:
  - MacLean, Simon (ed. and tr.). History and politics in late Carolingian and Ottonian Europe. The chronicle of Regino of Prüm and Adalbert of Magdeburg. Mánchester, 2009.
  - Kurze, Friedrich (ed.). Reginonis abbatis Prumiensis Chronicon cum continuatione Treverensi. MGH SS rerum Germanicarum in usum scholarum separatim editi 50. Hanover, 1890. Disponible en Digital MGH (enlace roto disponible en Internet Archive; véase el historial, la primera versión y la última).
  - Se puede encontrar una edición más antigua en el volumen I del Monumenta Germaniae historica Scriptores (1826). Fue traducido al alemán por W. Wattenbach (Leipzig, 1890).
- Tonarius, ed. Edmond de Coussemaker, Scriptores de musica medii aevi. Vol. II. París, 1867. 1-73.
- De harmonica institutione, ed. Gerbert, Scriptores ecclesiastici de musica sacra. Vol. I. 1784.
- Libri duo de synodalibus causis et disciplines ecclesiasticis, ed. JP Migne, Patrologia Latina vol. 132.